# إيلو باتيجيللي

إيلو باتيجيللي في لباس القرصان

إيلو باتيجيللي (Ilo Battigelli)، أو إيلو القرصان كما كان يعرف بنفسه. هو مصور فوتوغرافي ايطالي عاش في رأس تنورة في المنطقة الشرقية من المملكة العربية السعودية بين عامي 1946 و1954 كواحد من عدد كبير من العمال الايطاليين الذين جاءوا من إريتريا بعد نهاية الحرب العالمية الثانية وساهموا في بناء مصفاة رأس تنورة.

## حياته الأولى
ولد باتيجيللي في 27 يوليو 1922 في مدينة سان دانييلي ديل فريولي (San Daniele del Friuli [الإنجليزية]) في مقاطعة أوديني في اقليم فريولي فينيتسيا جوليا في إيطاليا. كان أبوه صانع خزائن وكان هو الابن الأكبر في عائلة من 10 أبناء، في الثامنة من عمره بدأ بتعلم مهنة التصوير في ستوديو عمه بالقرب من جنوة، عبر السنين طور باتيجيللي مهنته لتصبح فناً كما يظهر ذلك بوضوح في صوره التي التقطها للناس وللاماكن في المنطقة الشرقية.
في عام 1938 هاجر باتيجيللي مع والديه واخوته واخواته إلى المستعمرة الايطالية الجديدة (إريتريا). كان أبوه اشتراكيا في إيطاليا الفاشية مما جعله يدفع بابنه للبحث عن عمل مبكراً، عمل باتيجيللي في أسمرة كمصور صحفي وكمصور تجاري، وفي عام 1941 كان باتيجيللي ضمن مجموعة كبيرة من الايطاليين الذين تم اعتقالهم من قبل القوات البريطانية مع تصاعد وتيرة الحرب في افريقيا، كانت اوقات عصيبة للمعتقلين، الذين ما أن سنحت لهم الفرصة حتى سارع الكثير منهم بالالتحاق بارامكو بعد انتهاء الحرب العالمية الثانية، يقول باتيجيللي عن ذلك لم نترك إريتريا نحو السعودية بدافع المغامرة، ولكن بسبب الجوع. لقد رغبت في أن اتمكن من الأكل أكثر من مرة واحدة في اليوم.

## أرامكو
في عام 1944 عندما شرعت ارامكو في بناء مصفاة جديدة في رأس تنورة وظهرت الحاجة لعمالة ماهرة، قام العقيد ستورمي ويذرز Stormy Weathers الذي كان حينها ضابط امدادات البترول في الجيش الأمريكي في القاهرة وبعدها رئيس قسم تطوير الصناعات المحلية في ارامكو، باخبار ارامكو عن العمال الايطاليين في اريتريا، في اواخر سنة 1944 سمح عبد العزيز آل سعود لأرامكو بتشغيل الايطاليين. في عام 1947 كان هناك 1384 ايطالي مسجل في كشوفات الرواتب لدى ارامكو. عاش هؤلاء الايطاليين في مخيم خاص بهم يقع بين المصفاة الجديدة وبين مجمع الصهاريج والمحطة البحرية في اقصى نقطة في الرأس البحري، كانت الظروف صعبة ولكن بشكل عام إزدهرت اوضاع الايطاليين، يقول باتيجيللي كانت الاجواء حارة وكنا نصحو مع شروق الشمس في الخامسة، كنا نعمل 8 ساعات بنظام المناوبات، ولكن قبل ذلك أو بعده كنا نقوم بأعمال أخرى. في تلك السنوات كنت اعمل بين الـ 16 إلى 17 ساعة يومياً.
كانت وظيفة باتيجيللي الرسمية هي تصوير وفهرسة تطور الأعمال في مشروع بناء المصفاة، كان شديد التدقيق في عمله واصبح بعد ذلك مشرفاً على القسم الذي يعمل فيه. ولكن عشق باتيجيللي الحقيقي كان التقاط المشاهد المحلية بكاميرته من نوع القطع الكبير Rolleiflex 3.5. لقد حول الشاب ذو الـ 24 عاما نفسه إلى شخصية القرصان، فقد كان يلبس زي القراصنة وكان يرفع علماً فوق الاستوديو الخاص به عليه شعار القراصنة. ربما يعود تقمصة لشخصية القرصان لسببين، الأول لأن الاستوديو يقع على الشاطئ وكان القراصنة كما تروي الاساطير دائما مايهبطون على الشواطئ بعيداً عن الموانئ، اما السبب الثاني فهو شخصيته الرومانسية.

رجل مسن من المنطقة الشرقية

مساعد الأمير سعود بن جلوي في شرفة القصر الصيفي - الهفوف 1948

تقول عنه ابنته دانييلي باتيجيللي روجرز يعود الكثير من النجاح الذي حققه كمصور إلى شخصية القرصان التي تقمصها والتي أصبح يعرف بها. كان لديه اهتمام صادق بتصوير الناس والاطفال وتعلم ما يكفي من العربية ليتواصل مع الناس. كانت صور البورتريه التي التقطها خير دليل على ذلك التواصل مع الناس، فهي ليست من ذلك النوع من التصوير البعيد البارد. لقد كان شعبياً وكان يستجيب للناس من حوله، لذلك نجد ان الكثير من صور البورتريه التقطت خارج الاستوديو. كان يتفاعل مع السعوديين، لقد كان قادراً على التفاعل بشكل جيد مع أي شخص
عقد باتيجيللي صداقة مع الأمير تركي العطيشان أمير رأس تنورة الذي حصل منه على موافقة ضمنية بحرية التصوير في ارجاء المنطقة. يتذكر باتيجيللي ذلك فيقول التقيت بأناس مختلفين من جميع المناطق وكنت اتلقى منهم الدعوات لانهم يعلمون بأني صديق الأمير، في الجزيرة العربية عشت ربيع أعمالي الفنية. اتاحت له سمعته الوصول إلى قصر أمير المنطقة الشرقية الشديد المراس الأمير سعود بن جلوي حيث قضى هناك ليلة وصور أحصنة الملك عبد العزيز. إحدى أشهر الصور التي التقطها للملك عبد العزيز هي تلك التي التقطها في فبراير 1947 عند زيارة الملك لرأس تنورة في آخر رحلة له للمنطقة الشرقية، حيث صعد باتيجيللي فوق سطح أحد المباني والتقط صورة أعجبت الملك نفسه.

## بعد أرامكو
غادر باتيجيللي ارامكو في عام 1954، كان يعرض أعماله في الولايات المتحدة وهو مازال يرتدي زي القرصان حينما جاءته برقية تطلب منه العودة إلى إيطاليا لأن والدته مريضة. في عام 1957 انتقل باتيجيللي إلى روديسيا لتصوير مشروع سد كاريبا العملاق لصالح شركة مقاولات ايطالية. في هراري قام بانشاء ستوديو تصوير واستمر هناك في تصوير الاماكن والناس. في عام 2000 تقاعد باتيجيللي من العمل واستقر مع زوجته بولين في مسقط رأسه. في عام 2005 حصل على جائزة فريولي فينيتسيا جوليا للتصوير عن مجمل أعماله. وقبل ذلك عرضت أعماله لمدة شهر كامل في مطبعة جامعة أكسفورد بتنظيم من ابنته دانييلي.
في 18 مارس 2009 اصيب باتيجيللي بنوبة قلبية توفي على اثرها ودفن في بلدته سان دانييلي ديل فريولي.
في يوم السبت 12 ديسمبر 2009 قامت دارة الملك عبد العزيز في الرياض بالتعاون مع أرشيف الصور الفوتوغرافية بإيطاليا في المتحف الوطني بمركز الملك عبدالعزيز التاريخي باقامة معرض لمدة 4 اسابيع لأعمال باتيجيللي التي صورها اثناء وجوده في المملكة (1946 - 1954).

## روابط خارجية
- جريدة الرياض: معرض المملكة (1946 - 1954م) للمصور الإيطالي (إيلو باتيجيللي).
- Ilo Battigelli - Fotografo pirata